# Sântandrei (gmina)
Sântandrei – gmina w Rumunii, w okręgu Bihor. Obejmuje miejscowości Palota i Sântandrei. W 2011 roku liczyła 4912 mieszkańców.